# Aspiduchus deplanatus
Aspiduchus deplanatus är en kackerlacksart som först beskrevs av Henri Saussure 1864.  Aspiduchus deplanatus ingår i släktet Aspiduchus och familjen jättekackerlackor.
Artens utbredningsområde är Kuba. Inga underarter finns listade.